# Henry Royce

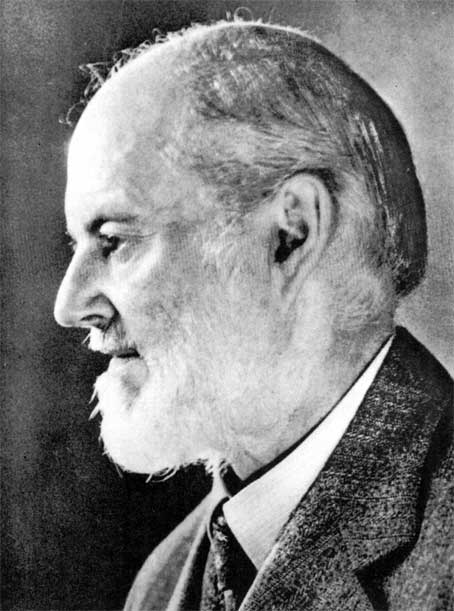
Henry Royce

Frederick Henry Royce (n. 27 martie 1863 – d. 22 aprilie 1933) a fost un inginer și constructor de automobile englez, care împreună cu Charles Rolls a fondat compania Rolls-Royce Limited.